# Легіслатура штату Айдахо
Легіслатура штату Айдахо — законодавчий орган американського штату Айдахо, який складається із Сенату, який є верхньою палатою, та із Палати представників, яка є нижньою палатою. Територія штату поділена на 35 виборчих округів, в кожному з них обирається один сенатор та два представники. Для членів обох палат не існує обмежень на кількість термінів.
Виборчі округи, які є єдиними як для верхньої, так і для нижньої палати, окрім штату Айдахо зустрічаються лише в шести інших штатах: Аризона, Вашингтон, Мериленд, Нью-Джерсі, Південна Дакота та Північна Дакота. Поточні виборчі округи визначені за даними перепису населення 2010 року. В кожному виборчому окрузі проживає в середньому по 44 788 осіб.
Легіслатура штату Айдахо вперше зібралась в грудні 1890 року, через пів року після надання Айдахо статусу штату. Заробітна плата сенаторів складає 16 438 доларів на рік, а представників 16 116 доларів на рік.

## Вибори
Спочатку, членів законодавчого органу обирали за адміністративними округами, але останнім часом вони були замінені на виборчі округи, які створені так, щоб в них проживала приблизно однакова кількість жителів. Наразі, члени легіслатури обираються із 35 виборчих округів. круги можуть як складатися із декількох адміністративних округів, так і перебувати повністю в межах одного. Округ Ада, який є найбільш населеним в штаті, наразі складається із дев'яти виборчих округів. Всі 105 членів легіслатури обираються в один день кожні два роки, одночасно із федеральними виборами, які відбуваються в листопаді парних років.

## Сесії та капітолій
Зазвичай, Легіслатура штату Айдахо збирається в Капітолії штату Айдахо, який знаходиться в центрі міста Бойсі, столиці штату. Законодавчий орган збирається на сесії щорічно, і вони тривають із січня до середини березня, хоча бувало і таке, що сесії тривали аж до травня. Крім того, Губернатор штату Айдахо може в будь-який момент скликати спеціальну сесію.
В 1998 році губернатор Філ Бетт створив Капітолійську комісію штату Айдахо, яка із 2007 року почала займатися реконструкцією будівлі. В 2008 та 2009 році легіслатура тимчасово збиралась в старій будівлі суду округу Ада. Оновлений Капітолій був відкритий 9 січня 2010 року.

## Галерея

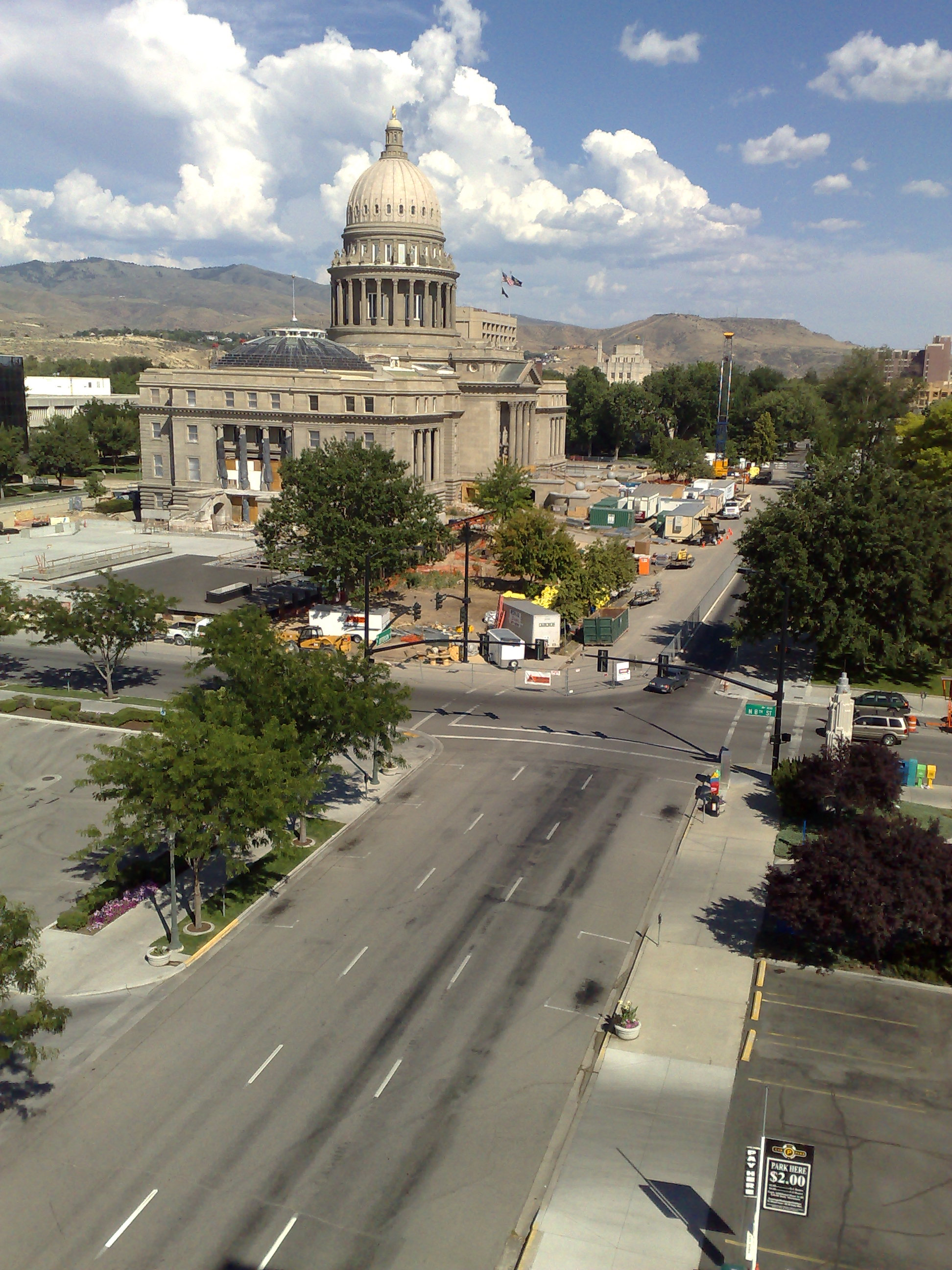
Капітолій штату Айдахо
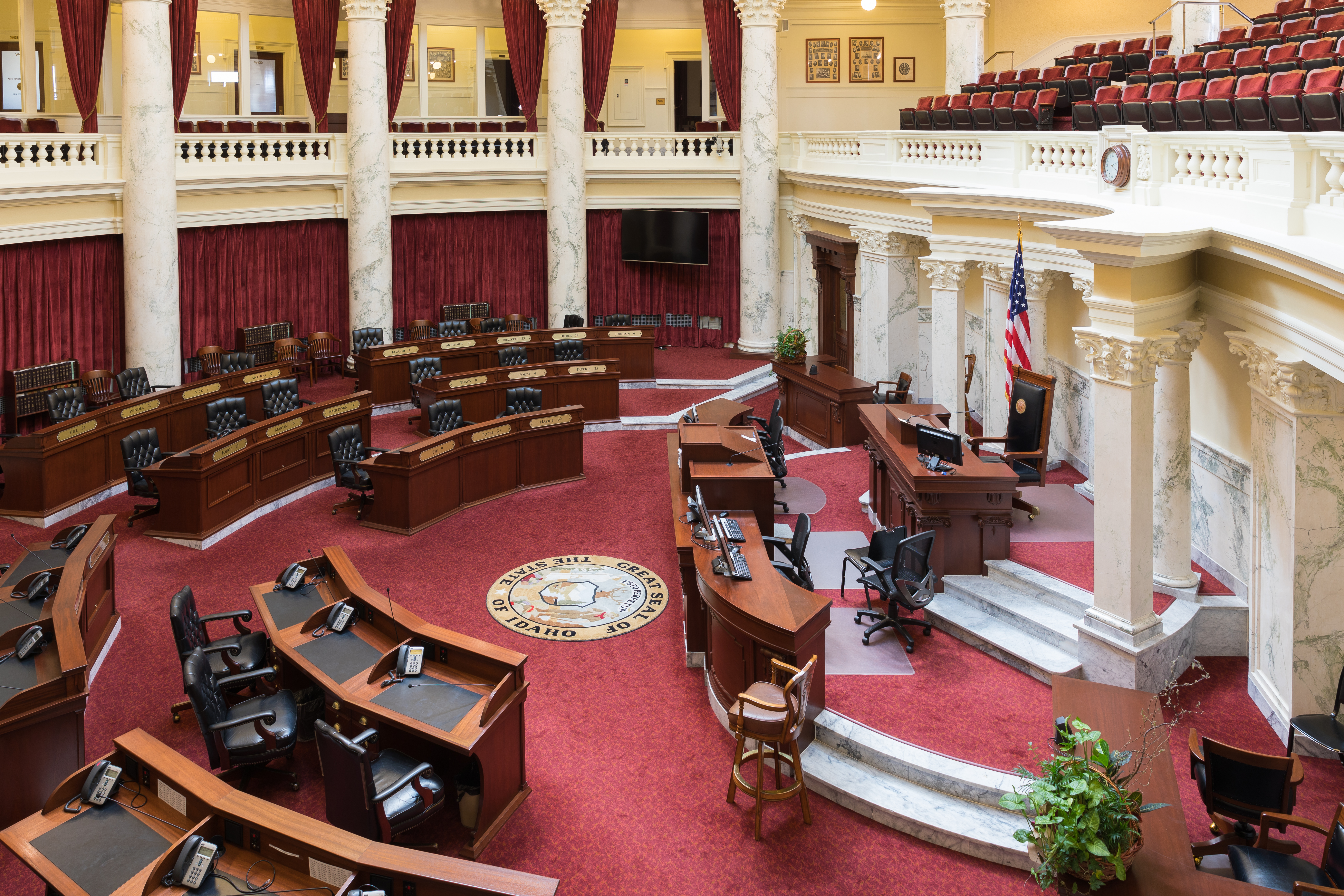
Зала засідань Сенату
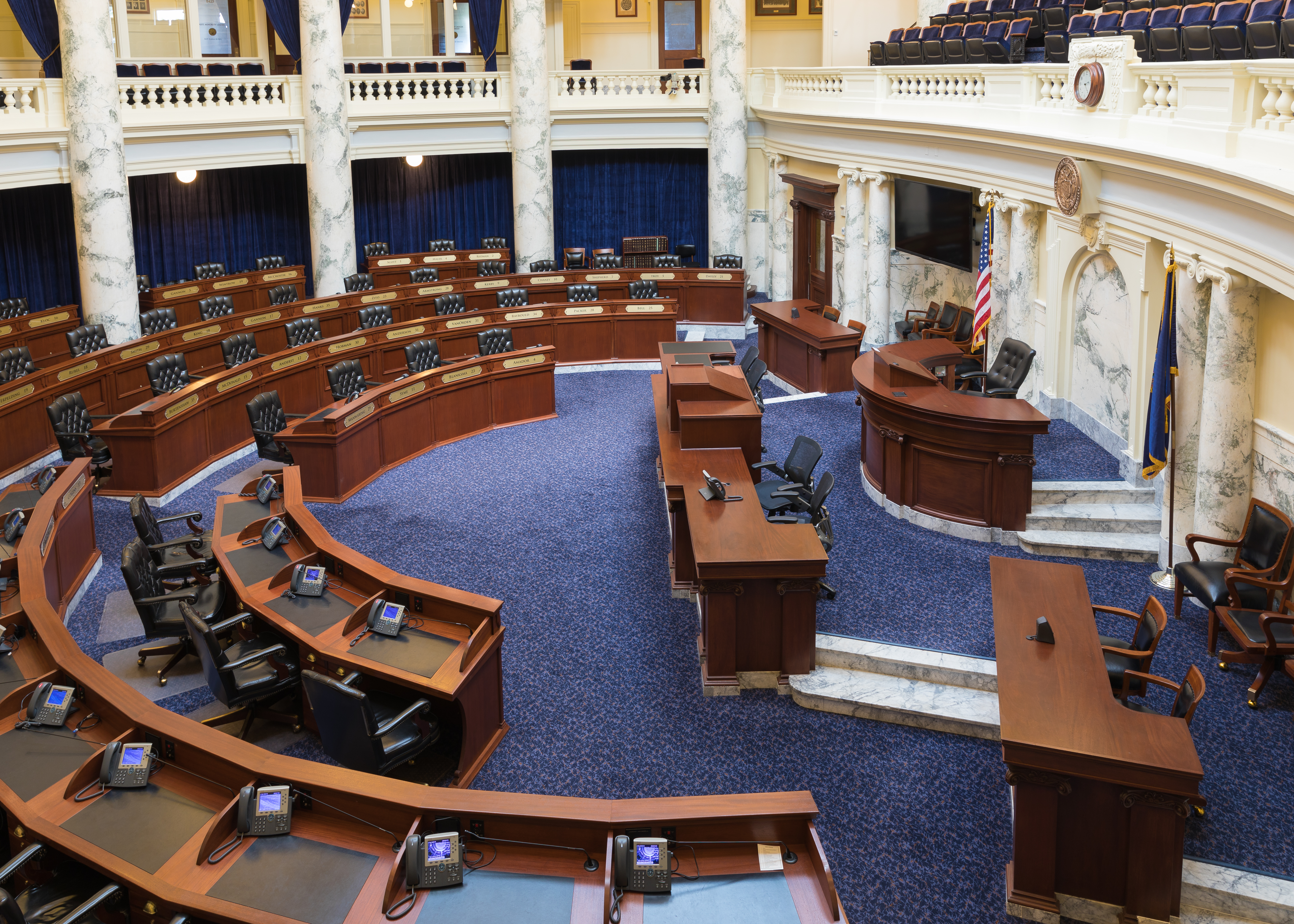
Зала засідань палати представників
Результати останніх виборів до Сенату
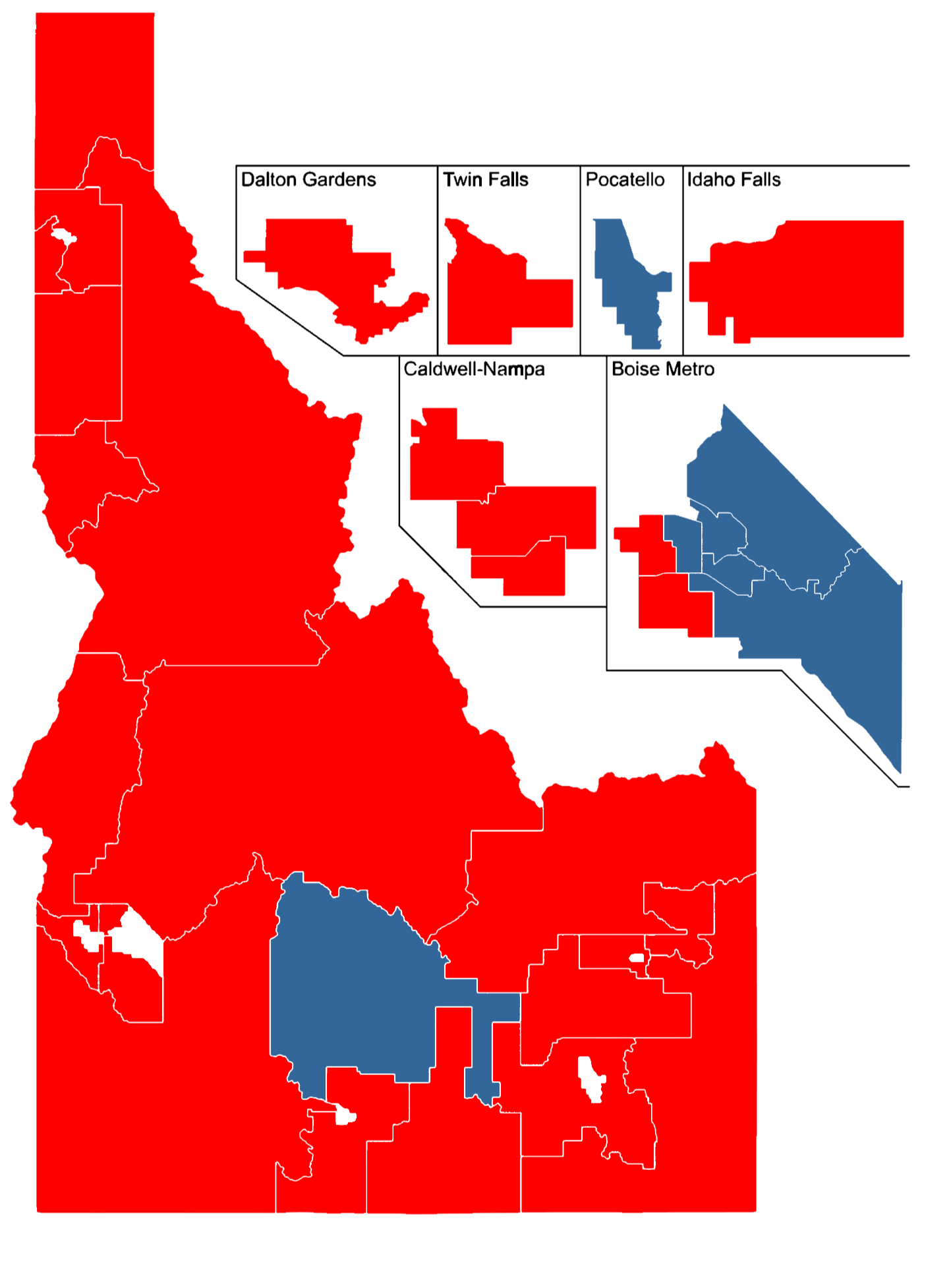
Результати останніх виборів до Палати представників